# Nicolás Guillén
Nicolás Cristóbal Guillén Batista (ur. 10 lipca 1902, zm. 16 lipca 1989) – kubański poeta. 
Był uczestnikiem hiszpańskiej wojny domowej, po stronie republiki. Tworzył poezję opartą na afro-kubańskim folklorze (zbiór Motivos de son z 1930), wzbogaconym wpływem poezji Federica Garcii Lorki o surrealistyczną metaforykę (Sóngoro Consongo z 1931). Był autorem m.in. zbiorów West Indies Ltd (1934), La paloma de vuelo popular (1958) i Balada de los dos abuelos (1962). Zawierają one oprócz motywów ludowych i elementów dawnej poezji hiszpańskiej silne akcenty społeczne i polityczne. Polskie przekłady jego wierszy ukazały się w tomach Śpiewak z Kuby (1954), Trzystrunna gitara (1957), Poezje wybrane (1969), Wiersz wybrane (1978).

## Wybrane tomy poezji
- Poemas de transición (1927–1931)
- Cerebro y corazón (1928)
- Motivos de son (1930)
- Portugal (1937)
- El sol me lo como entero (1947)
- El soldado Miguel Paz y el sargento José Inés
- Elegías (1948–1958)
- La paloma de vuelo popular (1958)
- Tengo (1964)
- En algún sitio de la primavera (1966)
- El gran zoologico (1967)
- La rueda dentada (1972)
- El diario que a diario (1972)
- Por el mar de las Antillas anda un barco de papel (1977-1978)